# Berlin-Grünau
Grünau is een stadsdeel in het district Treptow-Köpenick van Berlijn, gelegen op de linkeroever van de Dahme. Het is een van drie buitendorpen die tussen 1747 en 1753 op aanwijzing van Frederik de Grote buiten Berlijn gesticht werden. Tegenwoordig is het een wijk met aan de Dahme-oever veel villa's en landhuizen. Grünau is bekend geworden door de roeiregatta's, en door de beschrijving door Theodor Fontane.

## Ligging
Grünau ligt in het zuiden van het district en grenst in het noordwesten aan Adlershof en Köpeninck, dan vormt de Dahme de grens met de rest van Köpenick. In het oosten grenst het aan Schmöckwitz en in het zuiden aan de Brandenburgse gemeente Schönefeld. In het westen grenst het dan nog aan Bohnsdorf en Altglienicke. 

## Verkeer
Het station Grünau wordt bediend door de S-Bahn-lijnen S4, S8 en S85.

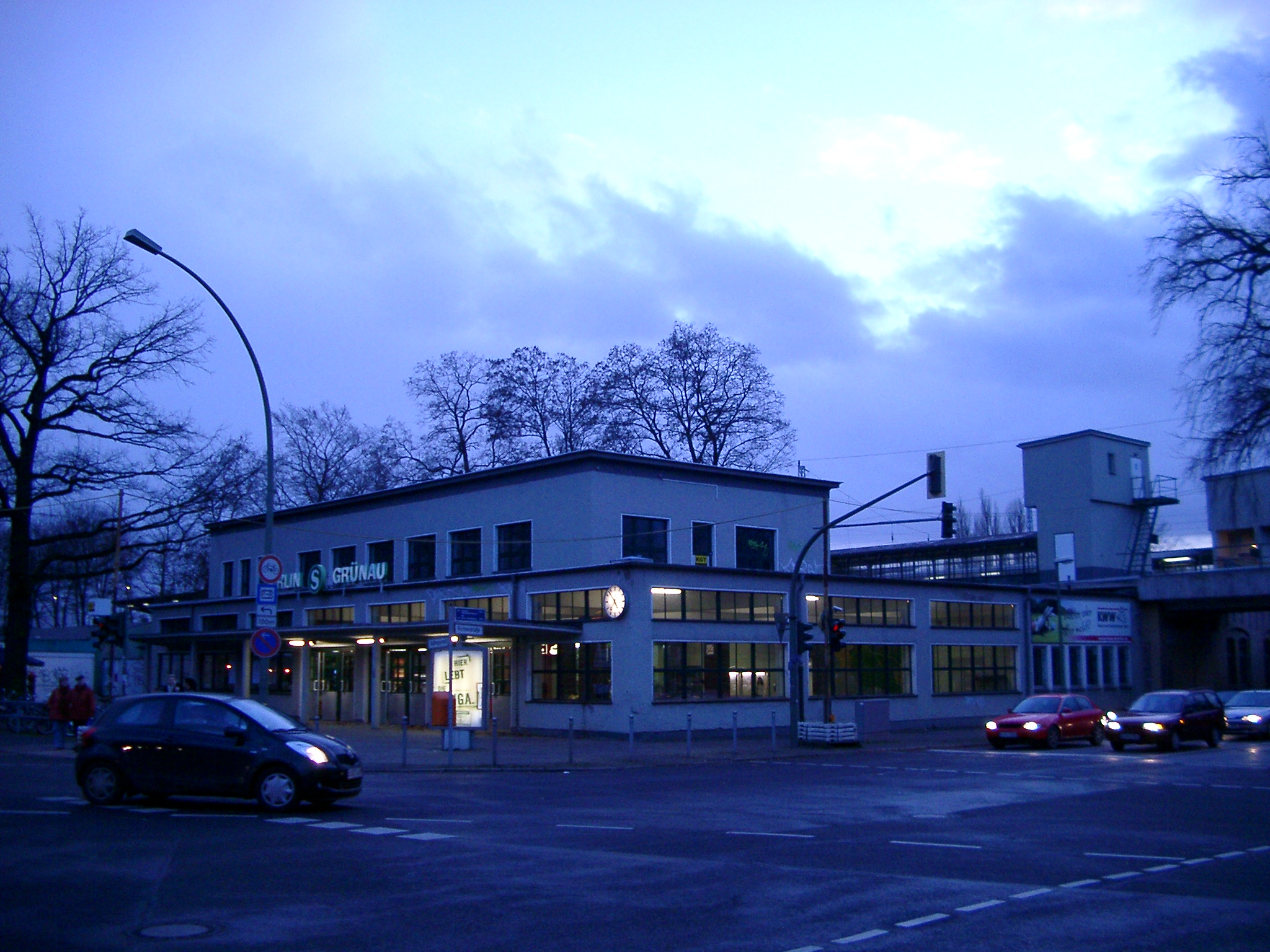
S-Bahn-station Grünau

## Geboren
- Karl Dönitz (1891-1980), opperbevelhebber van de Kriegsmarine en Wehrmacht

Adlershof |
Altglienicke |
Alt-Treptow |
Baumschulenweg |
Bohnsdorf |
Friedrichshagen |
Grünau |
Johannisthal |
Köpenick |
Müggelheim |
Niederschöneweide |
Oberschöneweide |
Plänterwald |
Rahnsdorf |
Schmöckwitz